# Richard Alsop Wise

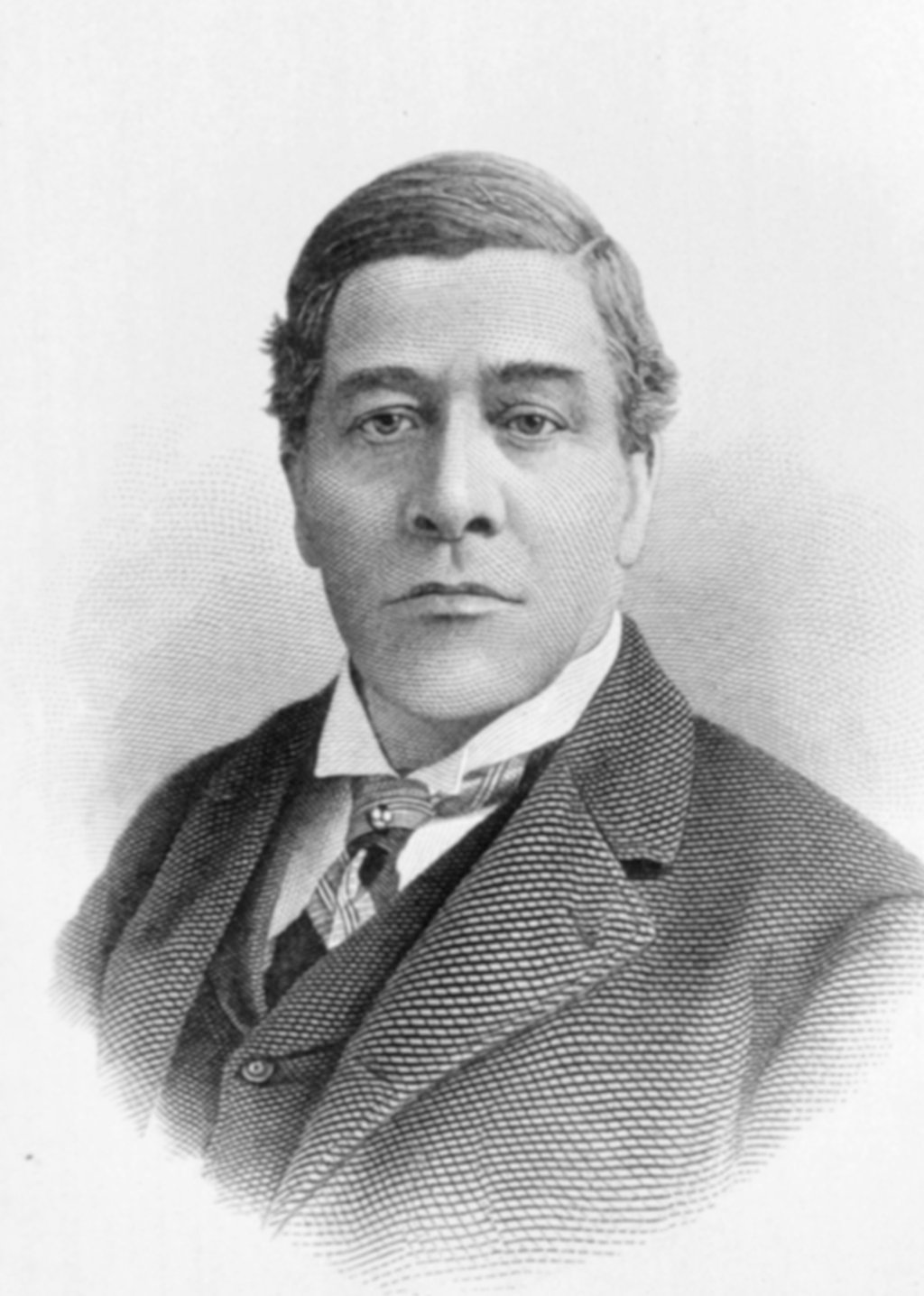
Richard Alsop Wise

Richard Alsop Wise (* 2. September 1843 in Philadelphia, Pennsylvania; † 21. Dezember 1900 in Williamsburg, Virginia) war ein US-amerikanischer Politiker. Zwischen 1898 und 1900 vertrat er zweimal den Bundesstaat Virginia im US-Repräsentantenhaus.

## Werdegang
Richard Wise entstammte einer bekannten Politikerfamilie. Sein Vater Henry A. Wise (1806–1876) war unter anderem Gouverneur und Kongressabgeordneter für Virginia. Sein Großvater John Sergeant (1779–1852) saß für Pennsylvania im Kongress. Sein jüngerer Bruder John (1846–1913) war wie sein Cousin George D. Wise (1831–1908) Kongressabgeordneter für Virginia.
Wise besuchte private Schulen in Richmond, die Harrison Academy im Albemarle County und dann für zwei Jahre das College of William & Mary in Williamsburg. Während des Bürgerkrieges diente er im Heer der Konföderation. Nach dem Krieg studierte er am Medical College of Virginia Medizin. Danach praktizierte er als Arzt. Außerdem hielt er zwischen 1869 und 1881 am College of William & Mary Vorlesungen. Gleichzeitig schlug er als Mitglied der Republikanischen Partei eine politische Laufbahn ein. Zwischen 1879 und 1900 war Wise Delegierter auf allen regionalen Parteitagen der Republikaner in Virginia. In den Jahren 1892, 1896 und 1900 nahm er auch an den jeweiligen Republican National Conventions teil. Zwischen 1882 und 1885 leitete er die staatliche Nervenheilanstalt Eastern Lunatic Asylum of Virginia. Von 1885 bis 1887 saß er im Abgeordnetenhaus von Virginia. Zwischen 1888 und 1894 arbeitete er für die Gerichtsverwaltung in Williamsburg.
Sowohl bei den Kongresswahlen des Jahres 1896 als auch bei den Wahlen des Jahres 1898 kandidierte er erfolglos gegen den Demokraten William Albin Young für den Kongress. In beiden Fällen legte er gegen den Wahlausgang erfolgreich Widerspruch ein. Das führte dazu, dass er Young, der jeweils seine Legislaturperiode angetreten hatte, zwei Mal aus dem Kongress verdrängte. Wise amtierte zwischen dem 26. April 1898 und dem 3. März 1899 sowie dann seit dem 12. März 1900 bis zu seinem Tod als Kongressabgeordneter. Er wurde in Richmond beigesetzt.